# Isländisches Landnahmehuhn

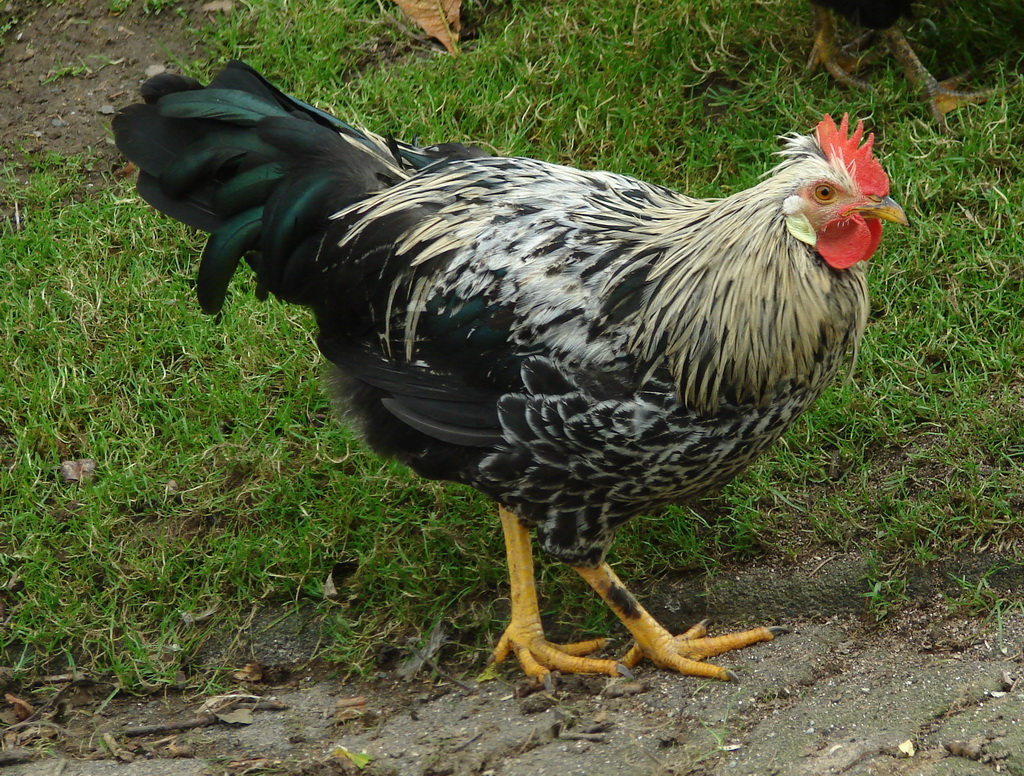
Isländisches Landnahmehuhn: Junghahn, silberfarbig mit Goldfaktor

Das Isländische Landnahmehuhn, auf Isländisch íslenska hænan ([ˈistlɛnska ˈhaiːnan], „das isländische Huhn“), haughænsni ([ˈhœiɣˌhainstnɪ], „Haufenhuhn“, wegen der Angewohnheit der Hühner, auf (Abfall-)Haufen nach Futter zu suchen) oder landnámshænan ([ˈlantˌnaumsˌhaiːnan], „das Landnahmehuhn“), ist eine viele Jahrhunderte alte, vom Aussterben bedrohte isländische Landrasse.
Ihre Ursprünge reichen weit in die Vergangenheit zurück, als sie, zusammen mit anderen Nutztieren wie dem Islandschaf und dem Islandpferd, von den ersten Siedlern auf Island vor ca. 1100 Jahren auf die Insel gebracht wurden.  Durch die isolierte Lage Islands konnte sich über die Jahrhunderte ohne größere züchterische Einflüsse des Menschen (= Landrasse) eine Rasse herausbilden, die sich auch heute noch weniger durch optische Normiertheit als vielmehr durch in der harten Wirklichkeit des isländischen Lebens geformte nützliche Eigenschaften auszeichnet: eine gute bis sehr gute und v. a. lange Legeleistung und allgemeine Robustheit des Geflügels sowie hervorragende Futtersuchereigenschaft und andere natürliche Instinkte.

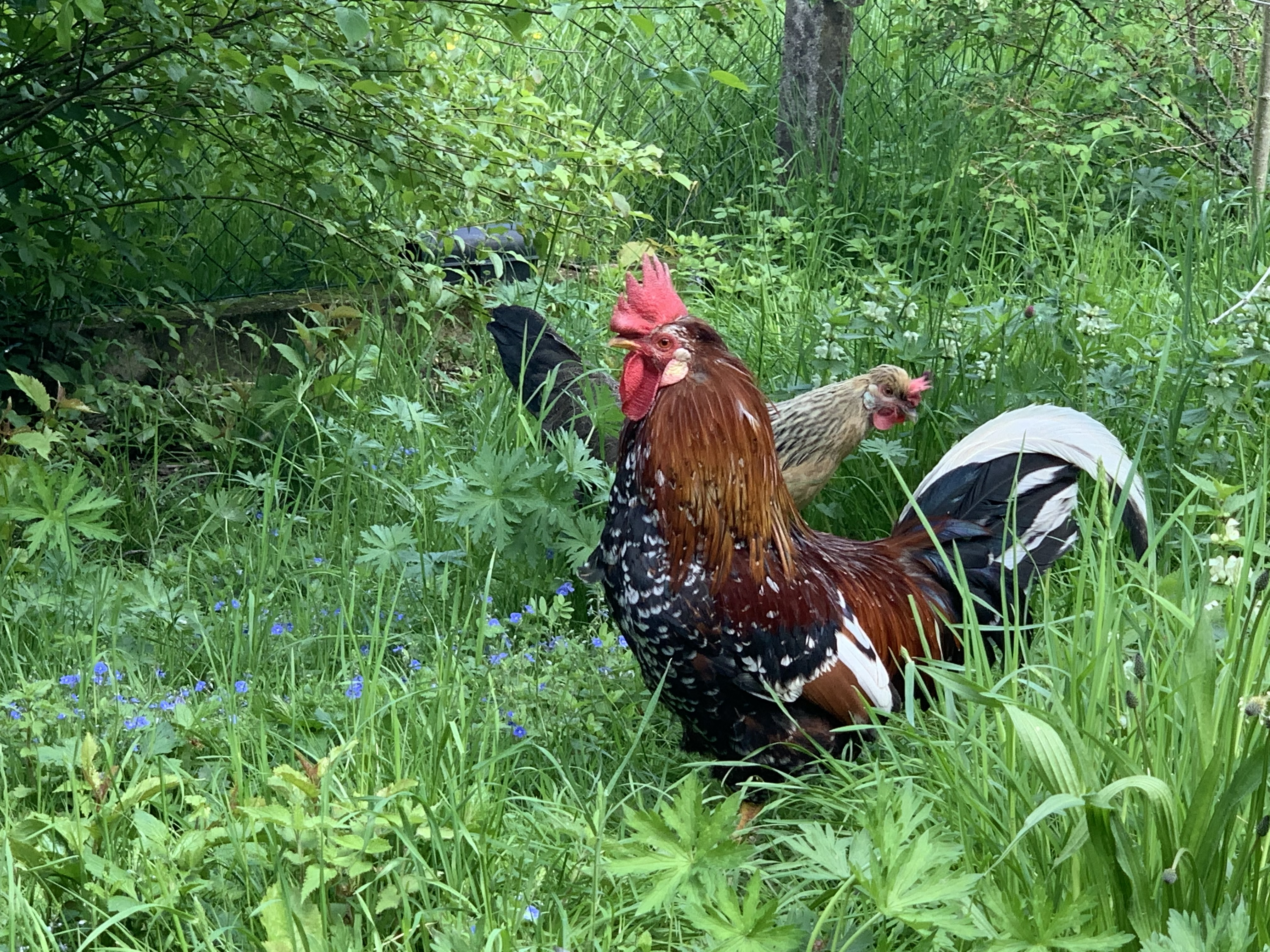
Hahn und Henne der Isländischen Landnahmehühner auf einer Wiese

Vor dem Hintergrund der genetischen Verarmung vieler moderner Rassen aufgrund ihrer (züchterisch erwünschten) Homogenität stellen Landrassen wie das Isländische Landnahmehuhn unbedingt bewahrenswerte Genreservoire dar. Einkreuzungen anderer Rassen sollten aus diesem Grund möglichst vollkommen unterbleiben, doch zumindest nicht absichtlich erfolgen oder die so entstandenen Tiere noch weitervermehrt werden.

## Geschichte
Nachdem die Isländischen Landnahmehühner vermutlich bei der Besiedlung Islands durch die Wikinger in den Jahren 874 bis 930 n. Chr. von Norwegen nach Island gelangten und sich zunächst über die Jahrhunderte hinweg genetisch frei entwickeln konnten, wurde der Bestand durch den großen Ausbruch des isländischen Vulkans Laki zwischen 1783 und 1785 sowie den damit zusammenhängenden darauffolgenden Säureregen, die zu einer Vergiftung der natürlichen Nahrung führten, und harte Winter infolge des Temperaturabfalls beträchtlich dezimiert. Hinzu kam ab Anfang des 20. Jahrhunderts der Import der modernen Hybridrassen, welche den Landnahmehühnern aufgrund ihrer überlegenen Legeleistung den Rang abzulaufen begannen und aufgrund dieser Eigenschaft auch vielmals absichtlich in vorhandene Bestände eingekreuzt wurden. Ende des 20. Jahrhunderts schließlich war das Isländische Landnahmehuhn daher beinahe ausgestorben.
Mitte der 1970er Jahre waren schließlich nur noch wenige genetisch unbeeinflusste, „reine“ Scharen auf einzelnen Bauernhöfen Islands vorhanden. Dr. Stefán Aðalsteinsson, ein isländischer Agrarwissenschaftler, machte es sich im Rahmen eines Projektes zur Erhaltung alter Nutztierrassen daraufhin zur Aufgabe, die nahezu ausgelöschte Rasse zu bewahren, indem er genau diese Tiere landesweit sichtete, einsammelte, separierte und nur mit ebenfalls den überlieferten und genetisch gesicherten Kriterien entsprechenden Hühnern weitervermehrte. Eine 1996 durchgeführte Umfrage ergab, dass rund die Hälfte der heute auf Island gehaltenen Isländischen Landnahmehühner diesem Ursprung entstammt.
Um die Einzigartigkeit der ursprünglichen Landnahmehühner für die Nachwelt zu bewahren und diese Rasse darüber hinaus bekannter zu machen, gründete sich 2003 auf Island der „Eigenda- og ræktendafélag landnámshænsna“ (ERL), der Erhaltungszuchtring des Isländischen Landnahmehuhns. Ziel des ERL ist es, das Landnahmehuhn so zu bewahren, wie es sich jahrhundertelang ungestört als Rasse entwickeln durfte: rasserein, gesund und optisch vielfältig. Lediglich die auf der Webpage des ERL angegebenen Züchter verpflichten sich verbindlich zur Reinhaltung der Rasse des Isländischen Landnahmehuhns – bei anderen (auch isländischen) Beständen besteht die Gefahr, dass im vergangenen Jahrhundert Einkreuzungen moderner Hybridrassen vorgenommen wurden. Außerhalb Islands gibt es derzeit keine zertifizierten Züchter dieser Rasse.
Heute gibt es auf Island geschätzt wieder 3000–4000 rassereine Isländische Landnahmehühner, besonders beliebt sind die dort auch als „Icies“ bekannten Tiere in den USA.

## Erscheinungsbild und Wirtschaftlichkeit

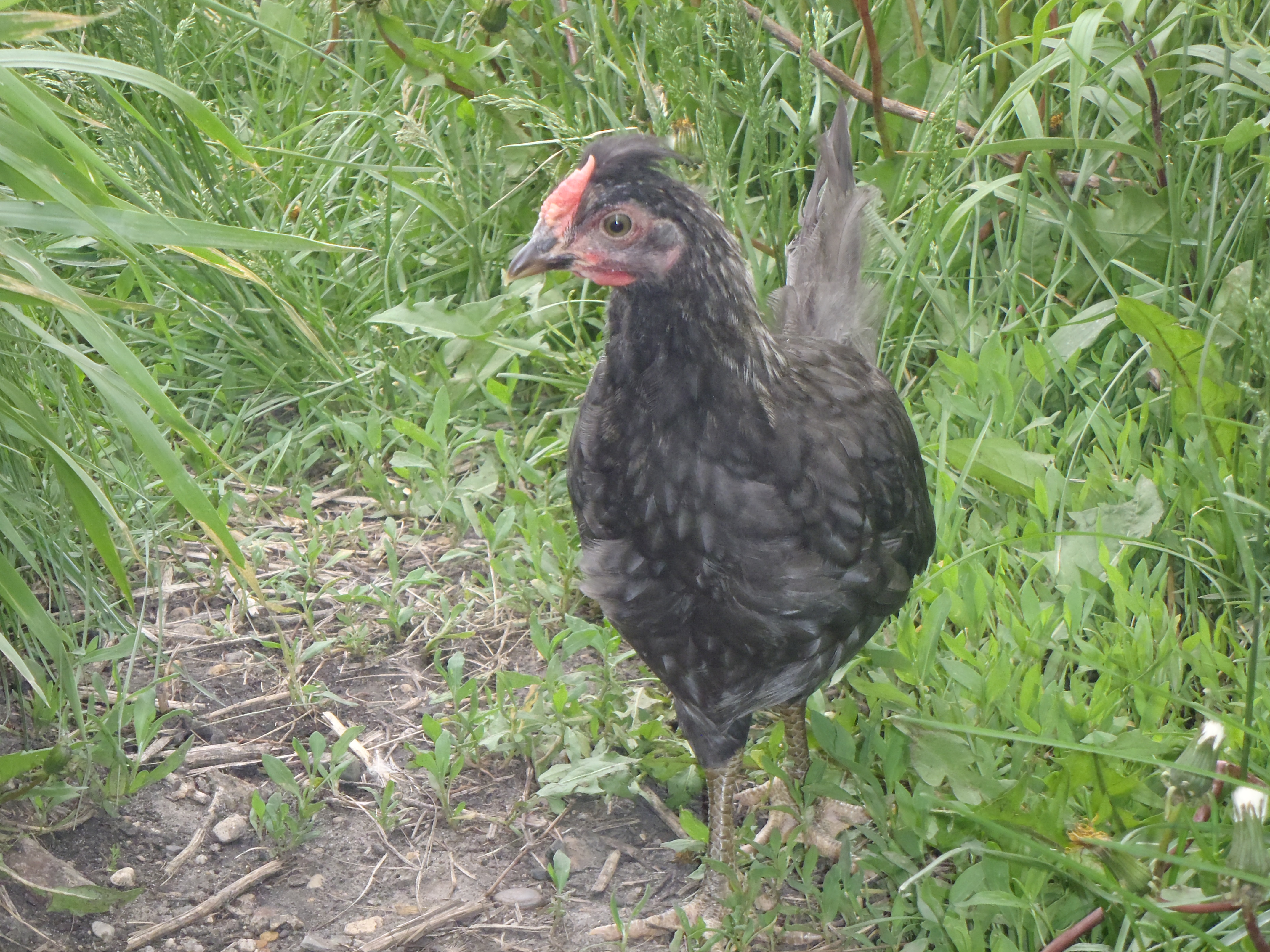
Weiters Beispiel der äußeren Erscheinung eines Junghahnes

Das Isländische Landnahmehuhn zeichnet sich durch ein äußerst heterogenes Erscheinungsbild aus – im Gegensatz zu anderen Rassen gibt es hier nur wenige eindeutig standardisierte Merkmale.
So ist nahezu jede Gefiederfarbe oder -zeichnung möglich, auch gibt es zahlreiche Kammformen und -kombinationen (Einfach-, Wickel-, Rosenkamm u. a.) und Beinfarben (gelb, schieferfarben, grünlich, hautfarben u. a.). Auch ein mehr oder weniger stark ausgeprägter Schopf oder auch dessen komplettes Fehlen ist möglich. Nicht erlaubt, da sie einen Hinweis auf eine irgendwann vorgenommene Einkreuzung anderer Rassen darstellen, sind jedoch Bärte und „Bommeln“ (seitlicher Bart) jedweder Art sowie befiederte Beine – das echte Landnahmehuhn gibt es ausschließlich nur mit unbefiederten Beinen. Die Ohrläppchen der Isländischen Landnahmehühner sind weiß oder cremefarben, ihre Augen gelbgrün, gelb-braun oder orangefarben. Da die besondere optische Heterogenität der Isländischen Landnahmehühner gleichsam eines ihrer Rassemerkmale darstellt, sollte jede gute Landnahmehuhn-Zucht diese Vielfalt erhalten und nicht die Festlegung einzelner Merkmale anstreben.

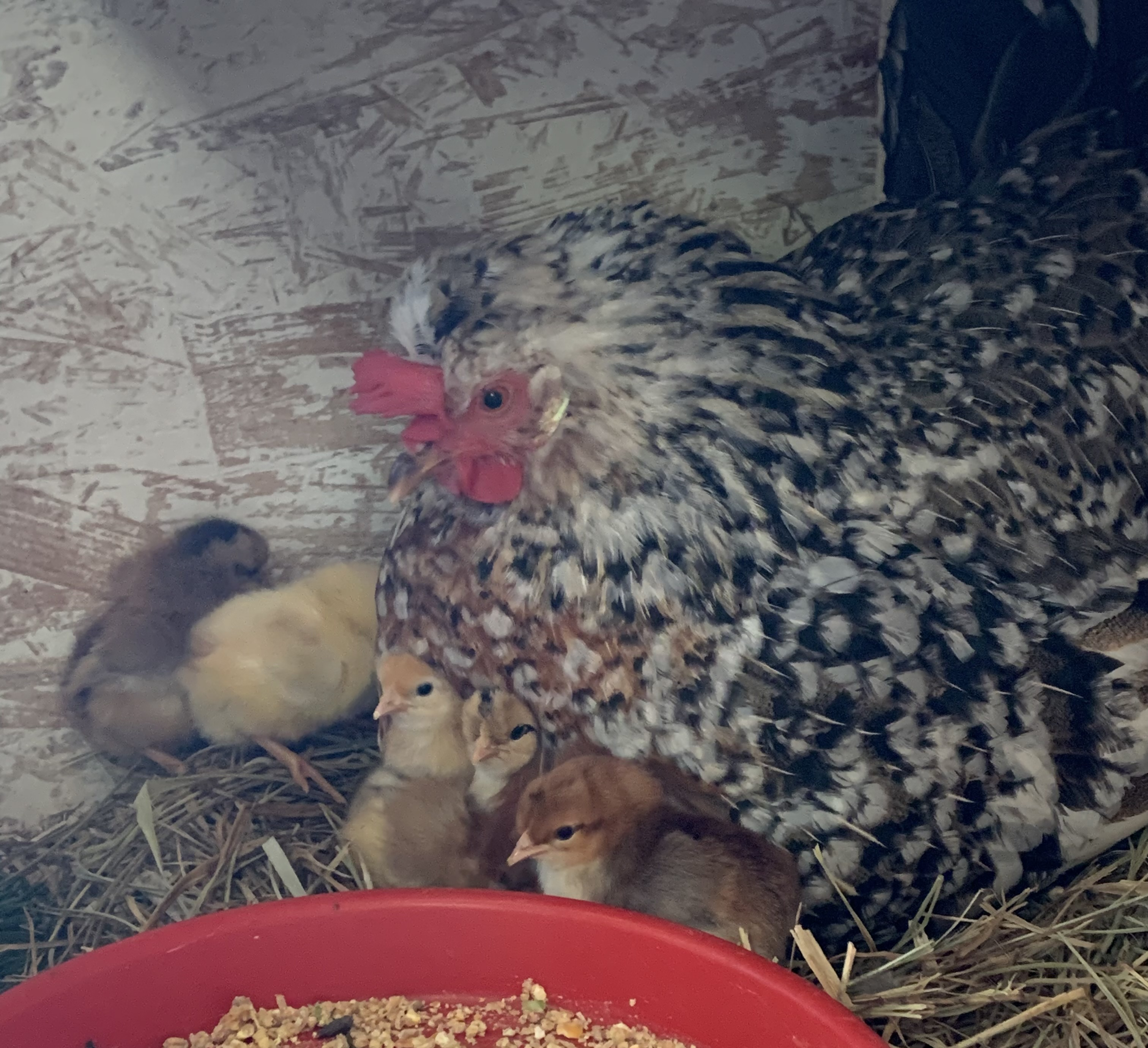
Isländische Landnahmehuhnglucke mit Küken

Isländische Landnahmehühner sind robuste, vitale Zweinutzungshühner mit überwiegender Nutzung zur Eierproduktion. Die Legefreudigkeit dieser Tiere lässt sich bereits bei Jungtieren an der Glockenform des Körpers ablesen. Auffällig ist, dass Landnahmehühner zwar durchaus frühreif sind (Legebeginn bereits ab 4 Monaten), jedoch erst im zweiten Lebensjahr ihre endgültige Größe und typische „vollere“ Erscheinung erreichen – dies gilt im Übrigen für beide Geschlechter. Die Legeleistung der Hennen dieser Rasse liegt bei ca. 200 Eiern im ersten Jahr. Die Eier sind von mittlerer Größe und überwiegend weißschalig bis cremefarben, sehr selten sollen (v. a. zu Beginn der Legeperiode) auch hellbeigefarbene Eier vorkommen. Isländische Landnahmehühner gelten als ausgesprochene „Winterleger“. Landnahmehennen legen nicht selten noch bis ins 6. Lebensjahr hinein, werden teilweise mehrmals im Jahr brütig und bleiben vital und gesund.
Das Gewicht ausgewachsener Hähne liegt zwischen 2,1 und 2,4 Kilo, die Hennen bringen es auf 1,4–1,6 Kilo und sind deutlich kleiner. Das Fleisch ist fest und dunkler als das herkömmlicher Hybrid-Masttiere und von hervorragendem Geschmack.

## Weitere Merkmale
Isländische Landnahmehühner sind von neugierigem und freundlichem Wesen, jedoch sehr freiheitsliebend. Sie können bei entsprechender Zuwendung sehr zutraulich werden, sind jedoch von Natur aus keine „zahmen“ Hühner.
Da sie hervorragend fliegen können, trifft man sie bei entsprechenden Möglichkeiten auch öfters hoch in Bäumen an, wo sie tagsüber der Futtersuche nachgehen, ein Sonnenbad nehmen und nachts auch gern aufbaumen, sofern man dies zulässt. Da Landnahmehühner lauffreudige Tiere und exzellente Futtersucher sind, lohnt sich ein weitläufiger Auslauf durch die beträchtliche Futterersparnis auch für den Eigentümer. Mit räumlich beengten Lebensbedingungen kommen Isländische Landnahmehühner wiederum nur schlecht zurecht – sie brauchen Platz, um ihre Stärken auszuspielen, und leiden in engen Volieren- oder Hinterhofhaltungen enorm.
Hähne und Hennen dieser Rasse sind überaus instinktsicher, was sich bei den Hähnen v. a. in deren Wachsamkeit und Mut auf offenen Flächen (Island ist vorwiegend unbewaldet) und bei den Hennen in besonders hervorzuhebenden Muttereigenschaften zeigt – Isländische Landnahmehennen erbrüten und führen ihre Küken fürsorglich, selbstbewusst und achtsam, so dass man kaum jemals Verluste beklagen muss.
In klimatischer Hinsicht haben sich Landnahmehühner als äußerst anpassungsfähig und robust erwiesen: obwohl sie durch jahrhundertelange natürliche Selektion auf Island besonders gut mit feucht-kaltem Klima zurechtkommen, sind sie aufgrund ihrer allgemeinen Robustheit auch für heißere Klimazonen sehr gut geeignet.
Hervorzuheben ist allgemein die überdurchschnittliche Vitalität dieser Landrasse, die sich neben klimatischer Robustheit und Gesundheit auch in den üblicherweise sehr guten Befruchtungs- und Schlupfraten und letztlich der Frohwüchsigkeit der Küken zeigt.